# Stanisław Pyrtek
Blahoslavený Stanisław Pyrtek (21. března 1913, Bystra Podhalańska – 4. března 1942, Berezwecz) byl polský římskokatolický kněz, oběť nacistického pronásledování církve. Katolickou církví je uctíván jako blahoslavený mučedník.

## Život
Absolvoval gymnázium v městě Nowy Targ a vstoupil do kněžského semináře ve Vilniusu. Tam byl také v roce 1940 vysvěcen na kněze. Následně působil jako kaplan v jedné farnosti nedaleko Vilniusu a později (opět jako kaplan) v Ikaźńi. Dne 4. prosince 1941 byl zatčen gestapem a uvězněn v Brasławi a následně v Głębokiem. Dne 4. března 1942 byl vyvezen do lesa Borek u Berezwcze a zde zastřelen. Spolu s ním byli zastřeleni také kněží bl. Władysław Maćkowiak (který s ním nedlouho předtím působil v Ikaźńi) a bl. Mieczysław Bohatkiewicz.

## Beatifikace
Beatifikován byl papežem sv. Janem Pavlem II. dne 13. června 1999 ve Varšavě ve skupině 108 polských mučedníků z období druhé světové války.